# هری پری
هری پری (انگلیسی: Harry Perry؛ ۲ مهٔ ۱۸۸۸ – ۹ فوریهٔ ۱۹۸۵) یک فیلم‌بردار اهل ایالات متحده آمریکا بود.
وی بین سال‌های ۱۹۲۰ تا ۱۹۴۸ میلادی فعالیت می‌کرد.

## نامزدی ها
- نامزد جایزه اسکار بهترین فیلمبرداری بخاطر فیلم فرشته‌های جهنم

## فیلمشناسی
- بال‌ها (۱۹۲۷)
- فرشته‌های جهنم (۱۹۳۰)